# Simblum texense
Simblum texense är en svampart som först beskrevs av G.F. Atk. & Long, och fick sitt nu gällande namn av Long 1907. Simblum texense ingår i släktet Simblum och familjen stinksvampar.   Inga underarter finns listade i Catalogue of Life.